# Прокуратура Автономної Республіки Крим та міста Севастополя
Прокуратура Автономної Республіки Крим та міста Севастополя — орган державної влади, який відповідно до Конституції та законів України здійснює обвинувальну, представницьку, контрольно-наглядову функції в Автономній Республіці Крим. Відповідно до наказу в.о. Генерального прокурора України від 12.06.2014 № 33ш прокуратура АР Крим тимчасово передислокована до м. Києва.

## Історія прокуратури
Першим обласним прокурором півострова Крим став надвірний радник Дмитро Єгорович Леслі. Його ім'я як прокурора згадується в «Місяцеслові з розписом чиновних осіб в державі на літо від Різдва Христового 1785». Це було під час правління Катерини ІІ, коли було проведено губернську реформу, згідно якої в губерніях затверджувались губернські та повітові помічники прокурора, стряпчі і прокурори, а також з'являлися прокурори і стряпчі станових судів: верховного земського суду, губернського магістрату і верхньої розправи.
Завдання губернського прокурора та губернських стряпчих встановлювалися єдині: по-перше — це нагляд за порядком діловодства в губернських установах, по-друге — захист монархії, по-третє — охорона прав підданих. Прокурорам пропонувалося боротися з «забороненими зборами з народу» і «винищувати всюди шкідливі хабарі».
Перший прокурор Д. Є. Леслі працював на посаді до кінця 1788 року. Змінив його на цій посаді Олександр Таранов–Бєлозеров. Відповідний імператорський указ був отриманий Таврійським магістратом 13 грудня 1788 року і доведений до відома всіх присутніх місць. О. Таранов-Бєлозеров прослужив на цій посаді 5 років, після чого прокурором області був призначений Михайло Васильович Тарнавський.
Його було призначено на посаду прокурора 30 червня 1803 року, після утворення Таврійської губернії, разом з відкриттям діяльності усіх губернських установ.
Таврійський губернський прокурор здійснював нагляд за діяльністю всіх судових та адміністративних губернських установ, спостерігав за ходом розгляду кримінальних та цивільних справ.
У віданні губернського прокурора знаходилися підпорядковані йому губернські стряпчі кримінальних і цивільних справ та повітові стряпчі. При прокурорі знаходилася канцелярія, до штату якої входили реєстратор, письмоводій, два канцелярських службовці.
У діловодстві канцелярії велися наступні справи: за рапортами повітових стряпчих про зловживання при рекрутських наборах, про виконання судових рішень, про розгляд скарг селян на жорстке поводження з ними поміщиків, про розгляд прохань ув'язнених, за опікунськими справами, за протестами установ на ухвали судових органів.
У Кримському державному архіві збереглися дані про те, що до скасування посади  Таврійського губернського прокурора в квітні 1869 року, її займали колезький радник Фабр, Семен Мейєр, Станіслав Боровський, Олександр Глухов.

Після скасування указом Урядового Сенату посади Таврійського губернського прокурора його функції були передані прокурору Сімферопольського окружного суду. Підставою для скасування посади стала судова реформа 1864 року, згідно якої в губернії стали створюватися нові установи юстиції. Про це свідчить Циркуляр Міністра юстиції Таврійському губернатору від 7 березня 1866 року, яким давалося розпорядження будувати в губернії нові приміщення для судових установ.

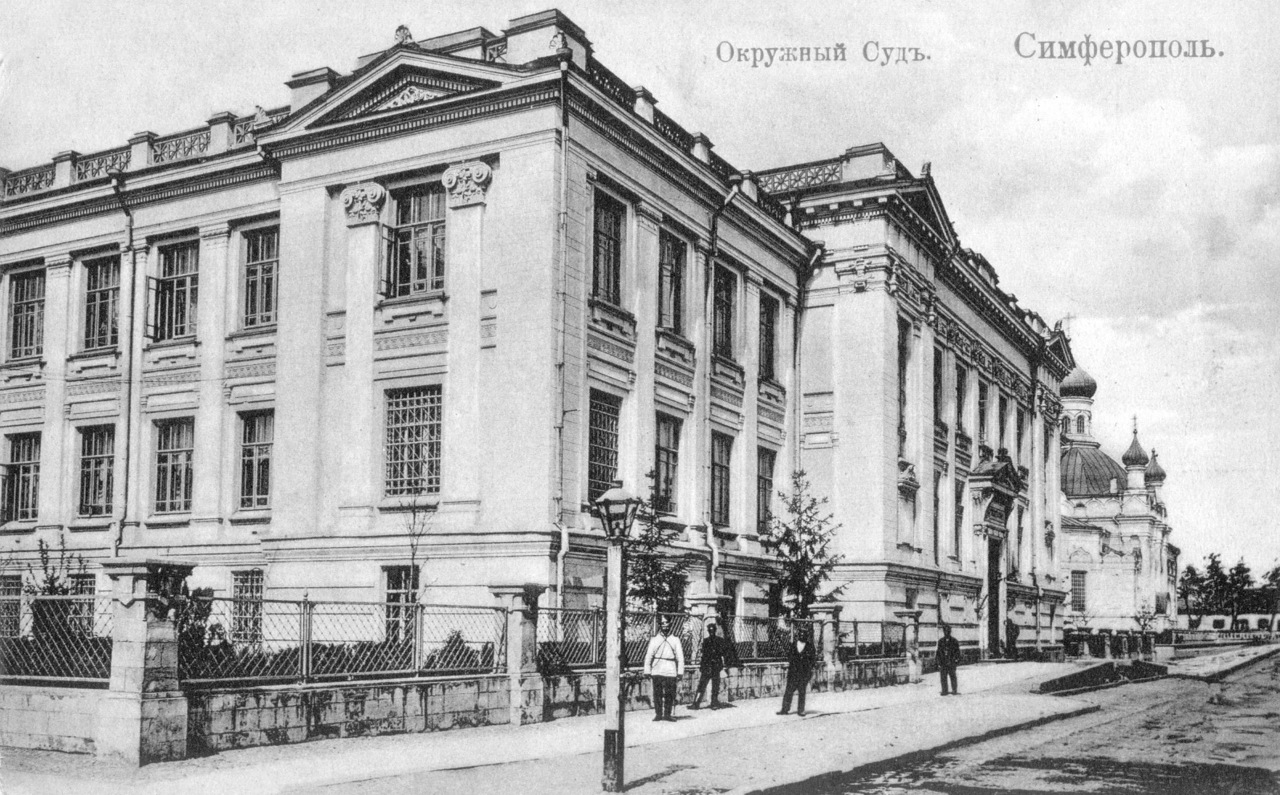
Сімферопольський окружний суд

Двопалатний Сімферопольський окружний суд почав функціонувати 22 квітня 1869 року за указом сенату від 5 липня 1868 року. Цим указом вводилися судові встановлення в окрузі Одеської судової палати — прокурор Сімферопольського окружного суду тоді перебував у підпорядкуванні Міністерства юстиції та прокурора Одеської судової палати.
Складався Сімферопольський окружний суд з голови, товаришів голови та членів. При суді були прокурор, слідчий, нотаріат. Відповідно до Судових статутів прокуратура перетворилася в обвинувальну владу. У той же час за прокурором зберігаються й функції нагляду. У повноваження прокурора Сімферопольського окружного суду входив нагляд за діями Окружного суду і діяльністю адміністративних, господарських, культурно-просвітницьких установ і громадських організацій.
Архів зберіг прізвища тих, хто обіймав посаду прокурора Сімферопольського окружного суду з моменту заснування цієї посади і до 1920 року, коли вона була скасована. Це Борис Вітте, Микола Домчинський, Новіцький, Фелікс Зіверт, Уманський.
Є відомості про те, що в підпорядкуванні прокурора Сімферопольського окружного суду Фелікса Зіверта знаходилися близько одинадцяти прокурорських чинів.
Діяльність прокурора Сімферопольського окружного суду після приходу до влади більшовиків на початку 1918 року була припинена і відновилася у квітні 1918 року, після їх відходу. Прокурорський нагляд діяв у Криму і в період окупації півострова німецькими військами в 1918 року, і при Кримському крайовому уряді в 1919 році.
Після остаточного встановлення в Криму радянської влади, в 1920 році, посаду прокурора Сімферопольського окружного суду скасовано.
У числі перших заходів новоствореної Кримської Автономної Радянської Соціалістичної Республіки стали заходи з організації місцевих органів юстиції.
14 січня 1922 року Раднаркомом Кримської АРСР було прийнято Постанову про порядок обрання на затвердження народних суддів і народних слідчих. Йшов перегляд законопроєктів про прокурорський нагляд і адвокатуру, і 25 серпня 1922 року ЦВК та Раднарком затвердили Положення про прокурорський нагляд.

Прокурорський нагляд почав функціонувати з 16 вересня 1922 року при Наркоматі Юстиції у складі прокурорського відділу і окружних прокурорів. При суді діяв прокурор Всекримсуду і два його помічники у кримінальних і цивільних справах.

Архівні документи
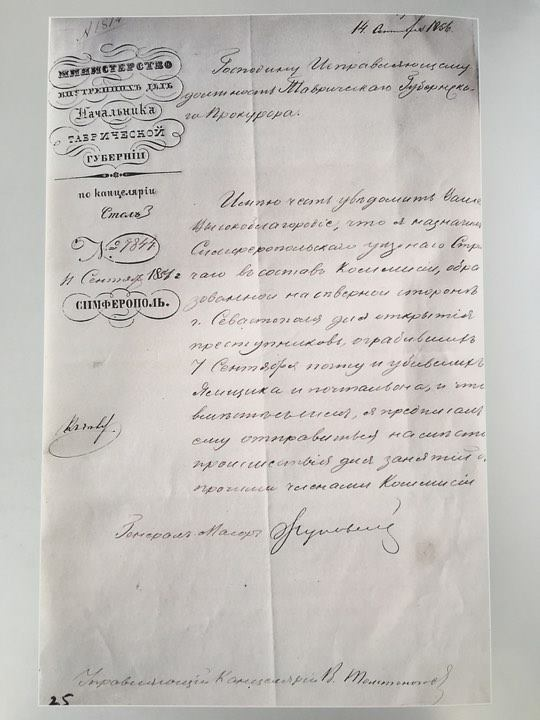
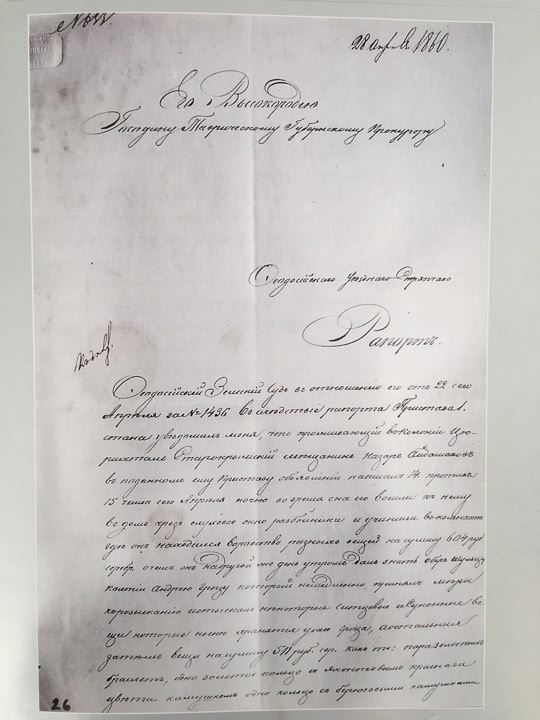
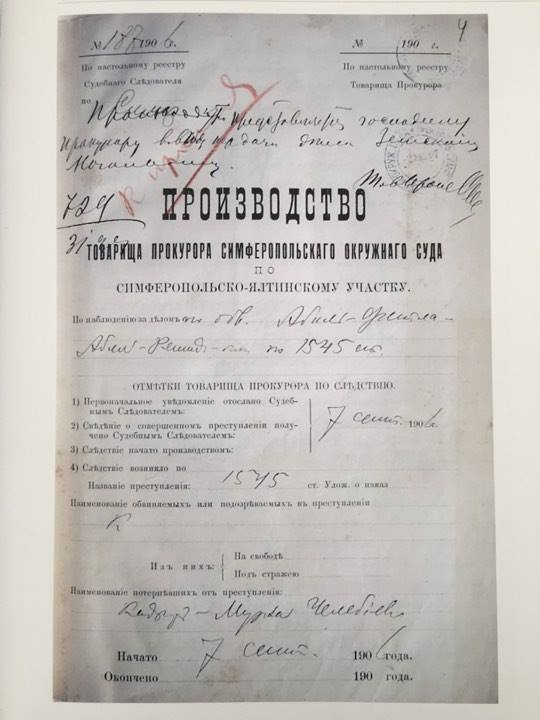
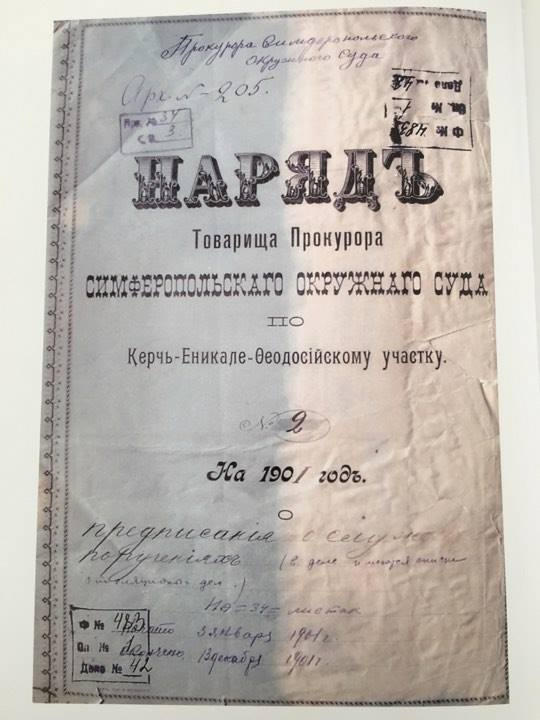
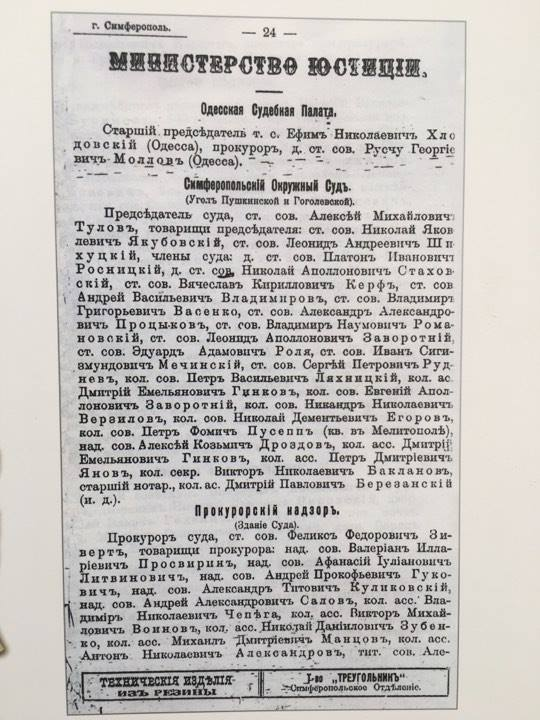
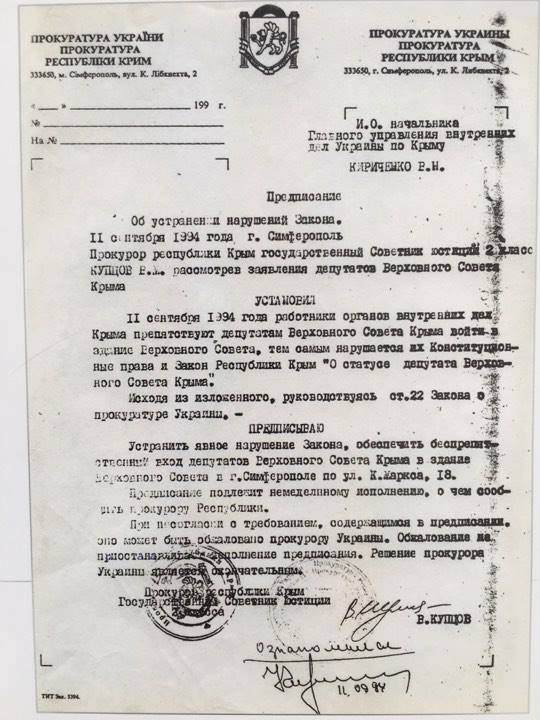

Наступний рік мав особливе значення в історії прокуратури. 1 червня 1923 року Всеросійський ЦВК своєю постановою ввів у дію на всій території РФСР Кримінальний кодекс, згідно яким у складі Наркомату юстиції була заснована державна прокуратура.
В обов'язки держпрокураткри ставилося здійснення нагляду від імені держави за законністю дій усіх органів влади, господарських установ, громадських організацій і приватних осіб, безпосереднє спостереження за розкриттям злочинів, діяльністю слідчих органів і органів дізнання, міліції, підтримання обвинувачення в суді, нагляд за станом утримання ув'язнених. У цей період загальний нагляд був виділений у самостійну галузь нагляду. Очолював прокуратуру як прокурор Кримської АРСР Нарком юстиції Ізмаїл Фірдевс. У його безпосередньому підпорядкуванні знаходився відділ держпрокуратури, який входив до складу НКЮ як 6-й відділ.
При прокурорі республіки були два помічники, прокурори судових округів. Крім того, при Севастопольському та Сімферопольському ревтрибуналах — по одному прокурору у справах цих органів.
Історія зберегла прізвища прокурорів Кримської АРСР — Решида Нагаєва, Османа Берікова, Плінокоса, Софу, Мемета Емір-Салієва. Останній був затверджений на посаді в березні 1932 року і здійснював керівництво прокуратурою протягом двох років, до 1934 року.
Наступний етап діяльності прокуратури відкриває постанова ЦВК і Раднаркому Кримської АРСР «Про реорганізацію Народного комісаріату юстиції Кримської АРСР» від 22 жовтня 1936 року. Цим документом органи прокуратури і слідства були остаточно виведені із системи народних комісаріатів юстиції союзних і автономних республік та повністю підпорядковані безпосередньо Прокурору Союзу РСР, тобто відбулася повна централізація органів прокуратури.
Архів містить дані про те, що після такої реорганізації прокурором АРСР був призначений Костянтин Монатов (29.09.1936-05.05.1938), якого потім змінив Олексій Катрушенко (28.10.1938-01.02.1941).
З лютого 1941 року до початку Великої Вітчизняної війни прокуратурою Кримської АРСР керував Михайло Золотов.
Після захоплення Криму в листопаді 1941 року німецькими військами, прокуратура Кримської АРСР припинила свою роботу. Діяльність кримського наглядового відомства поновилася 4 жовтня 1943 року в місті Краснодарі, куди були евакуйовані прокурор Кримської АРСР Чекалов, його заступники Алікберов, Юрковецький, начальники відділів Норден та Коркін.
З січня 1942 року прокуратуру Кримської АРСР очолював Микола Чекалов, який до цього працював Головним прокурором залізничного транспорту. Він керував наглядовим відомством протягом п'яти років.
15 квітня 1944 року, відразу після звільнення міста, Микола Чекалов прибув до Сімферополя і приступив до організації роботи прокуратури, яка повноцінно почала функціонувати 22 квітня 1944 року. У доповідній на ім'я прокурора Союзу СРСР він повідомив, що Сімферополь не дуже зруйнований і будівля, що належить прокуратурі республіки, збереглася, проте прокурорських кадрів не вистачає як у столиці, так і на периферії. Щодо складу прокурорських працівників вказується, що до роботи приступили двадцять один учасник військових дій.
У Криму відгомони війни звучали ще в 80-х: у 1986 році прокуратурою за керівництвом Зіновія Тесака забезпечувався нагляд за розслідуванням кримінальних справ стосовно Федора Федоренко — єдиного нацистського військового злочинця. Обвинувачення у кримінальній справі підтримував сам Зіновій Дмитрович. Колишній роттенвахман 19 червня 1986 року був засуджений до смертної кари.
Незабаром прокуратура розпочала реалізацію свого основного завдання — зміцнення соціалістичної законності та охорони суспільної власності від порушень з боку протигромадських елементів.
Ця задача була покладена на співробітників прокуратури, що працювали в складі шести відділів: слідчого, кримінально-судового, відділу по спецсправам, загального нагляду, з нагляду за міліцією.
За законністю в місцях ув'язнення в той час наглядав помічник прокурора.
Секретна частина тоді іменувалася як особливий сектор.
У безпосередньому підпорядкуванні прокуратури Кримської АРСР знаходилися 5 міських прокуратур, 27 районних прокуратур, а також 9 районних прокуратур міст — по три районні прокуратури міст Керчі, Севастополя та Сімферополя.
3 16 червня 1945 року міські та районні прокуратури стали працювати вже не в складі прокуратури Кримської АРСР, а прокуратури Кримської області. Так вона іменувалася у зв'язку з втратою Кримом статусу автономії в результаті зміни адміністративно-територіального поділу держави.
Перш ніж структура кримської прокуратури затвердилася у новому вигляді, склад міських і районних прокуратур неодноразово змінювався. Кількість міських прокуратур скорочувався до 5 і зростав до 11, районних — відповідно 11 і 35. На новому рівні почалася вестися робота зі зверненнями громадян у 1947 році.
У цей же рік у структурі прокуратури на правах відділу введено посаду помічника прокурора у справах неповнолітніх. Ці зміни відбулися у період керівництва прокуратурою Кримської області Сергія Неронова (березень 1947 року — вересень 1949 року).
Змінене законодавство вимагало більш ретельного, а головне — оперативного відстеження всіх змін норм і вимог закону. Ця робота у 1956 році була покладена на помічника прокурора з правового забезпечення.
Слідче управління почало функціонувати в прокуратурі з 1978 року.
У 1980 році була утворена колегія прокуратури області.
Про відносну стабільність великого періоду в історії кримської прокуратури, з кінця 50-х до початку 80-х років, свідчить той факт, що за цей час змінилося всього три прокурори. Вісім років керував кримською прокуратурою Микола Хламов (вересень 1949 року — травень 1957 року), сім років перебував на посаді прокурора Кримської області Ілля Конопльов (травень 1957 року — липень 1964 року). А наступні двадцять років нагляд за додержанням законності на півострові здійснювався під беззмінним керівництвом Миколи Корнєєва (липень 1964 року — липень 1984 року).

Прокуратура АРК у м. Сімферополь
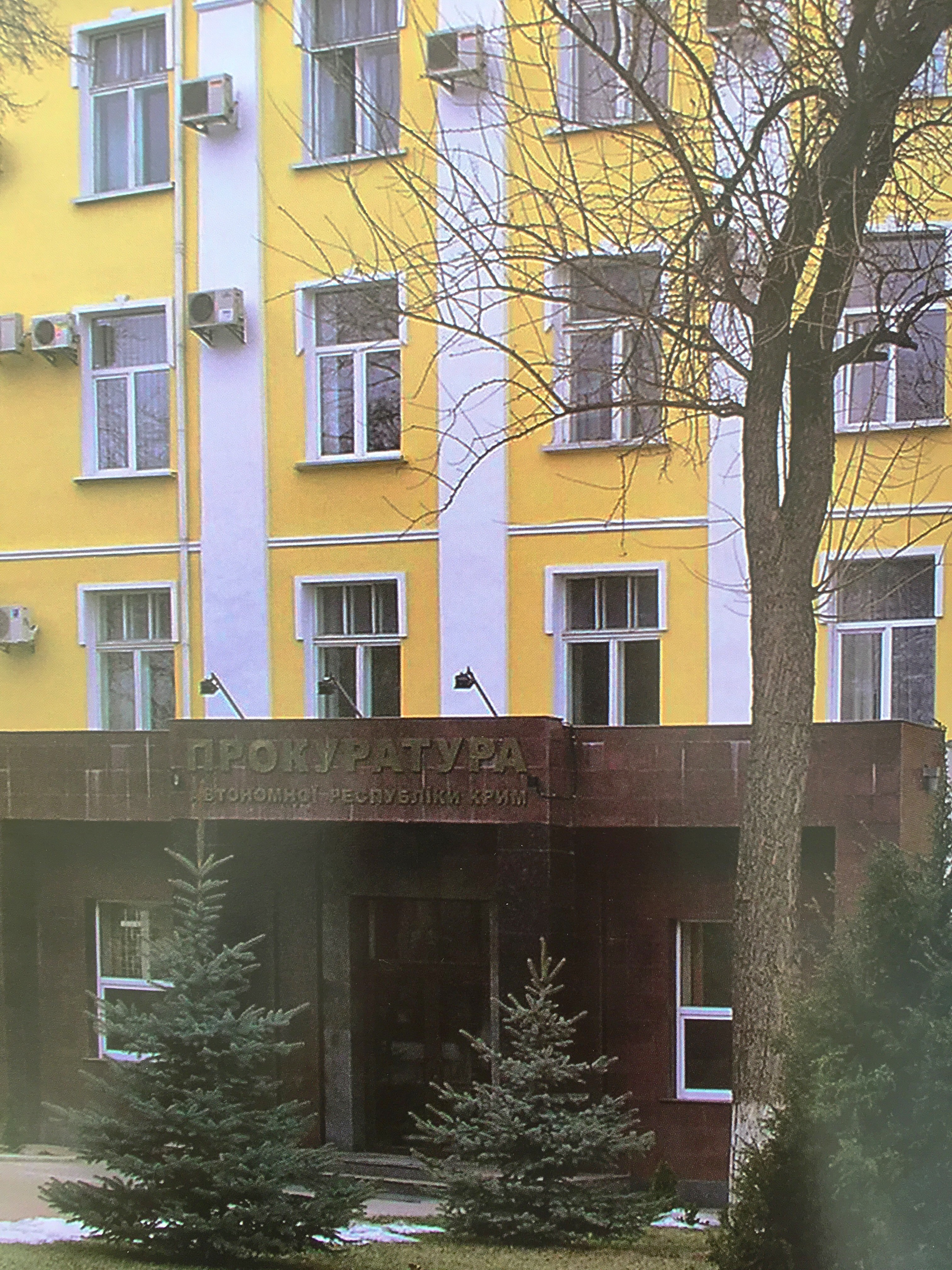
Будівля прокуратури АРК  (м. Сімферополь)
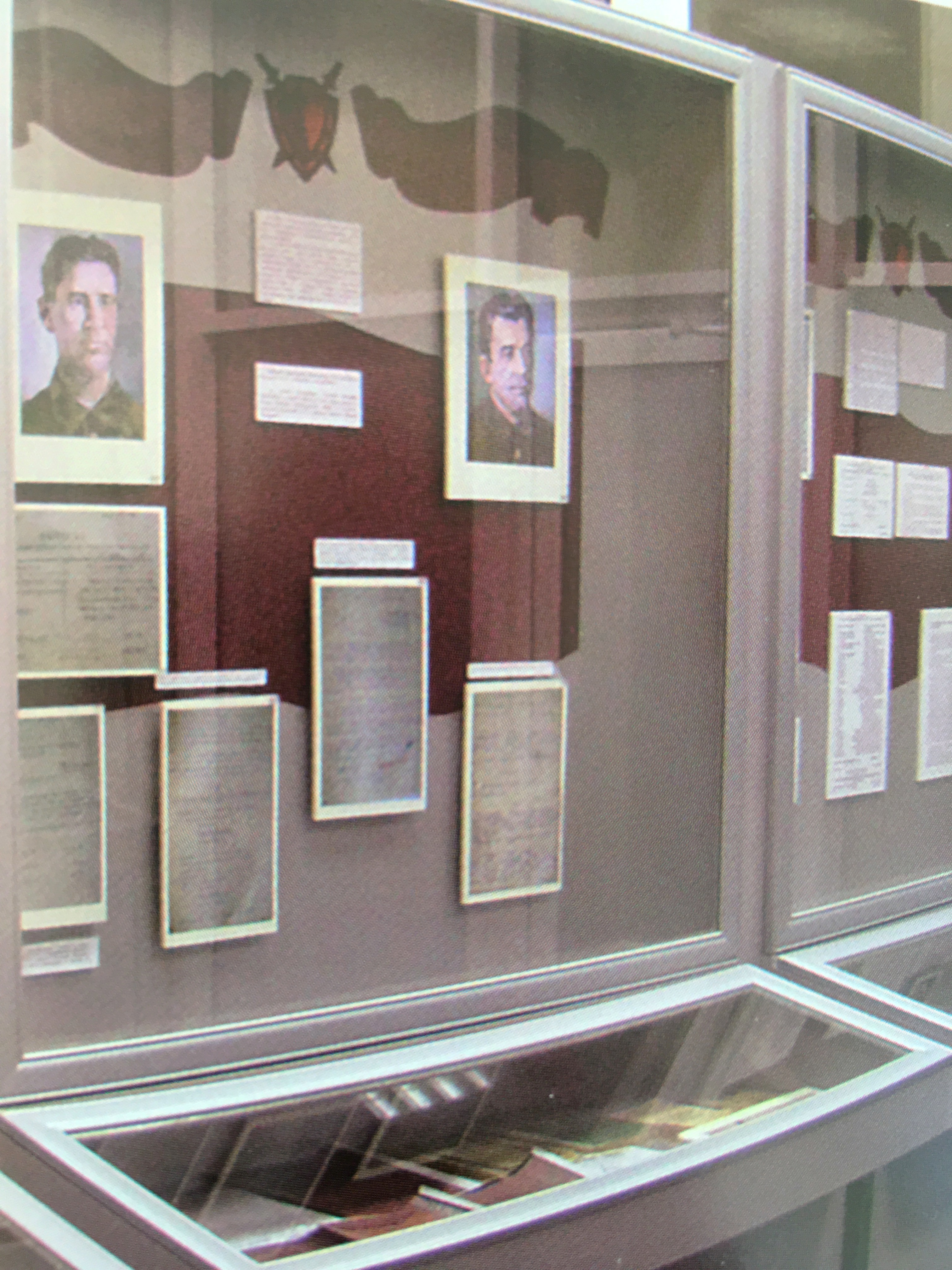
Експонати Музею історії прокуратури Криму
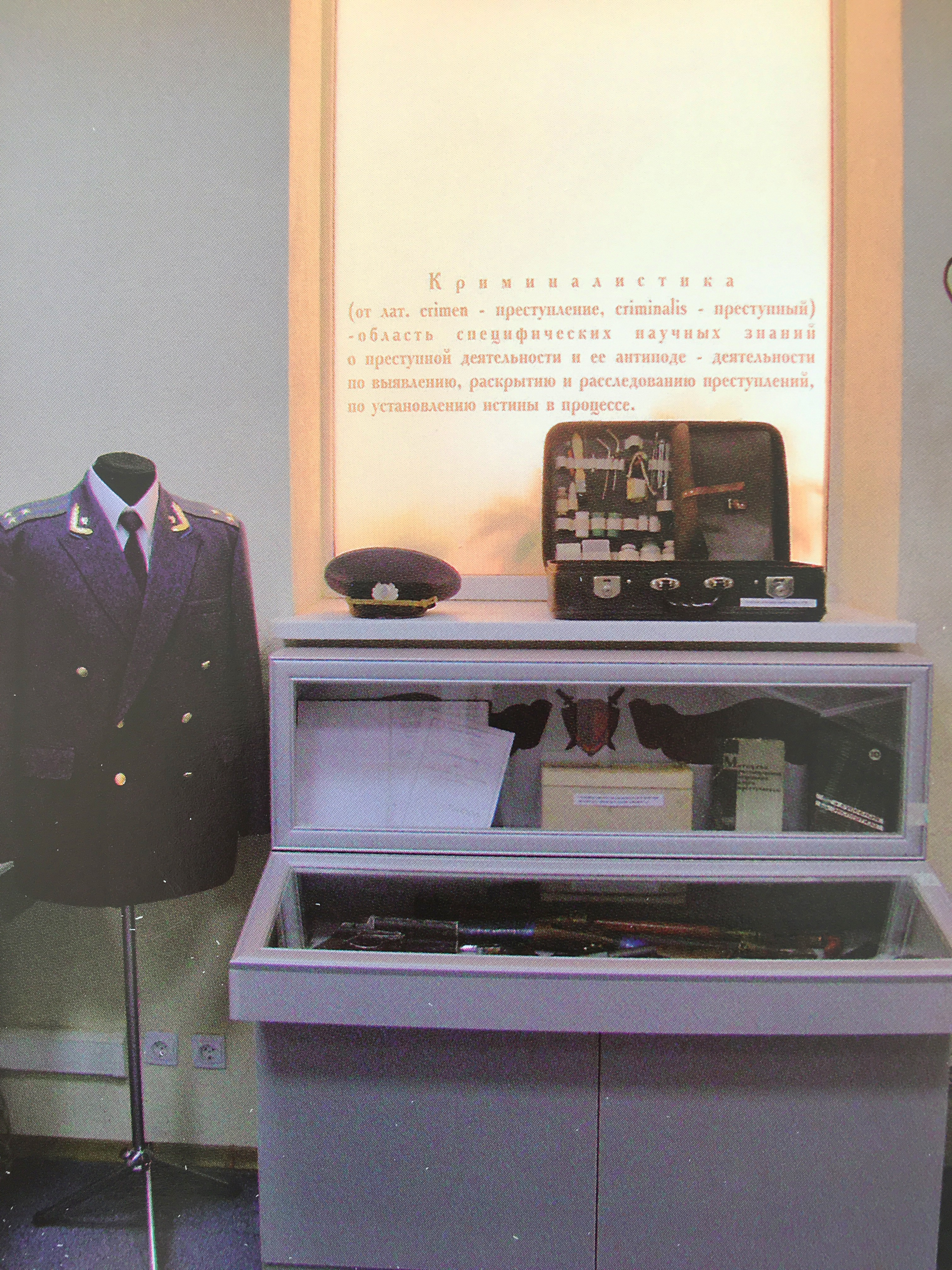
Експонати Музею історії прокуратури Криму

На початку 90-х створено відділ з організаційних питань та контролю виконання.
Наступні значні зміни в структурі прокуратури пов'язані з переломними 90-ми.
Цей час було відзначено резонансними господарськими справами. У їх розслідуванні брав участь на той час слідчий, а згодом республіканський прокурор Валентин Купцов.
Перехідний період докорінного реформування країни ще й в тому так важко переживався, що з 1990 року різко погіршилася оперативна обстановка в Криму. Майже щотижня гриміли постріли й гинули люди. Утворилися потужні угрупування «Сейлем», «Башмачки», «Грузинівське», «Корейське», «Юхненко», «Білого», «Дзюба» та інші. На півострові діяло понад два десятки бандформувань. У найбільші з них входило до 50-60 чоловік.
- Прокурори Криму незалежної України

Ситуацію вдалося виправити у 1996 році з приходом у прокуратуру Криму Шуби В. В. На початку 1997 року стала відмічатися тенденція до зниження кількості тяжких злочинів.
З 2000 року по 2003 рік прокурором працював Доброріз О. О., з 2003 року по 2005 рік — Гальцов В. І., з 2005 року по 2007 рік — Шемчук В. В., протягом лютого — вересня 2007 року — знову Гальцов В. І.
З 8 лютого 2008 року по 16 березня 2010 року прокурором був Бойко В. Н., після якого з 17 березня 2010 року по 7 листопада 2011 року посаду прокурора обіймав Молицький С. В.
Майже три роки — з 2011 року по 2014 рік прокуратуру Автономної Республіки Крим очолював Павлов В. В.
В березні 2014 року Російська Федерація після введення військ окупувала український Крим, організувавши там так званий «референдум щодо його самовизначення».
18 березня 2014 року в Кремлі був підписаний так званий «договір про прийняття до складу РФ Криму і Севастополя». Країни Заходу не визнають анексію Криму і ввели санкції проти Росії.  
Верховна Рада України офіційно оголосила 20 лютого 2014 року початком тимчасової окупації Криму.

Відповідно до наказу виконувача обов'язків Генерального прокурора України від 12 червня 2014 року прокуратуру Автономної Республіки Крим у зв'язку з тимчасовою окупацією Російською Федерацією території Криму передислоковано до м. Києва.

Офіс прокуратури Автономної Республіки Крим у м. Київ
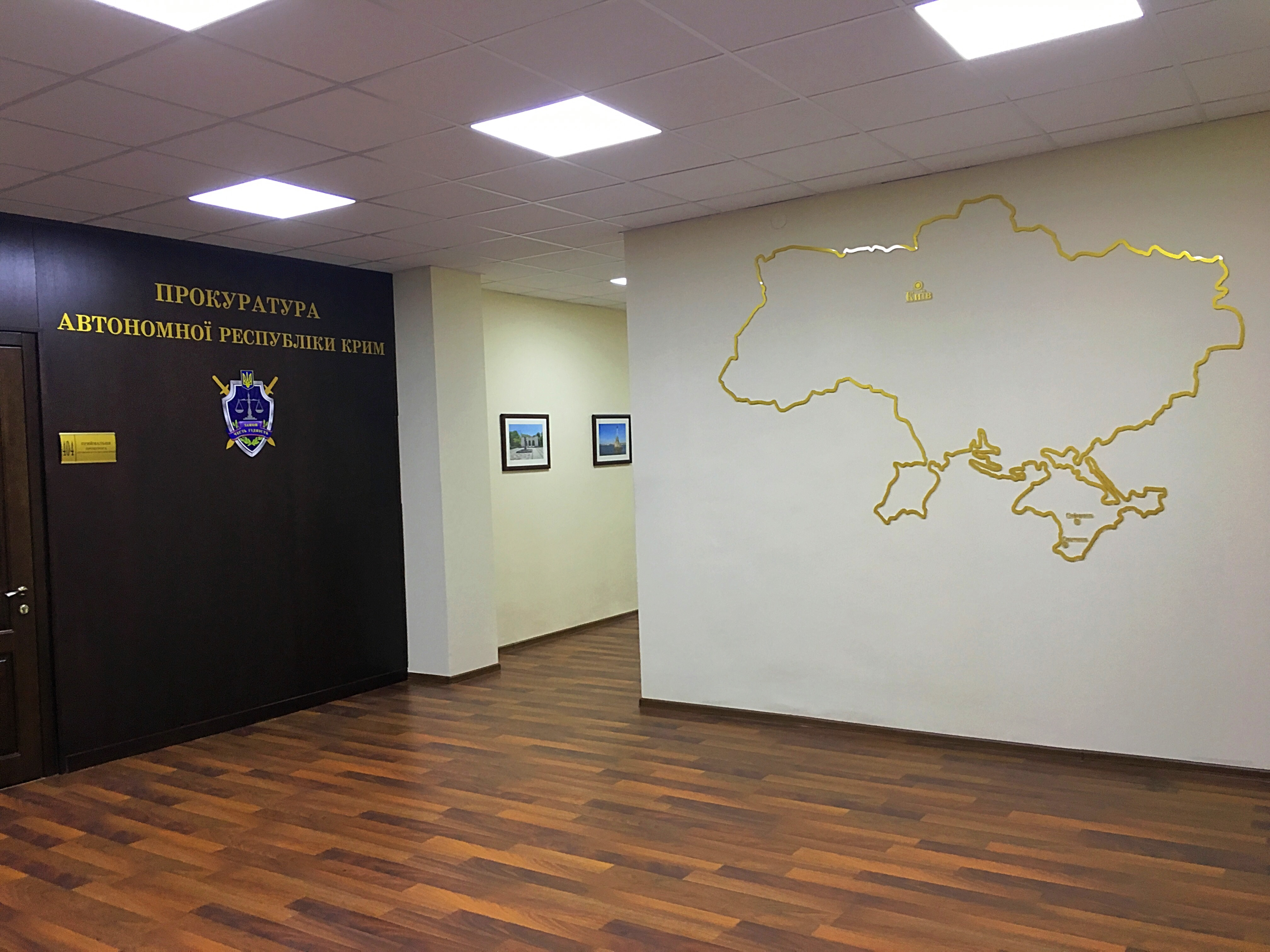
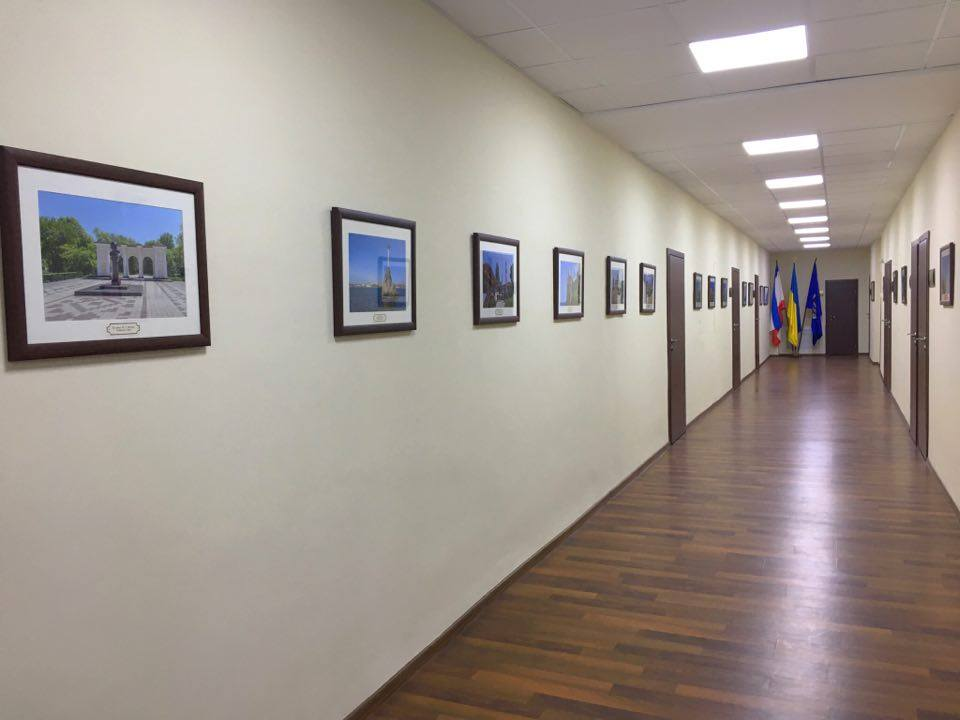
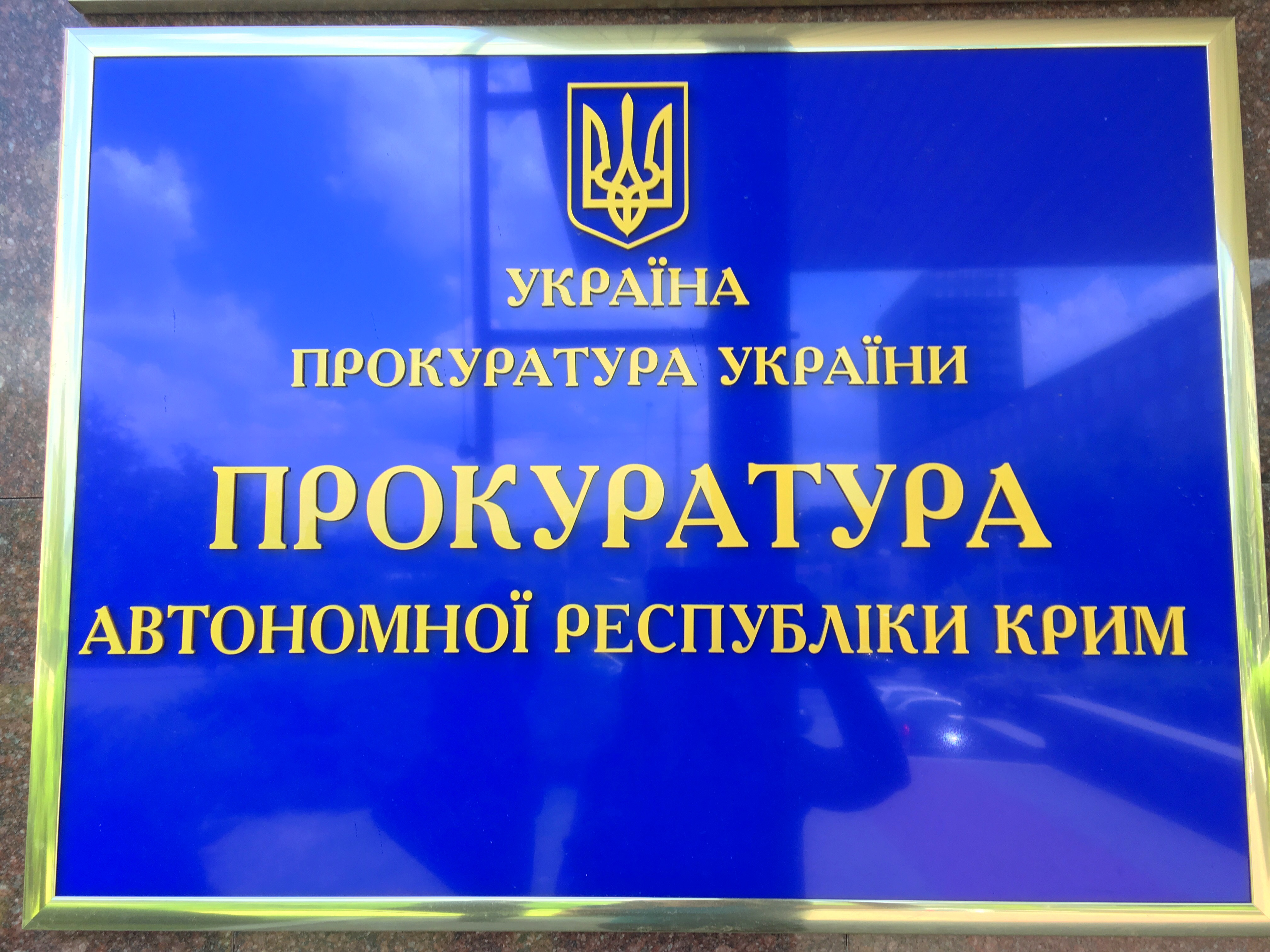

З 29 серпня 2014 року по 19 серпня 2016 року посаду прокурора Автономної Республіки Крим обіймав Синчук В. Л.
Наказом Генерального прокурора України від 22 серпня 2016 року прокурором Автономної Республіки Крим призначено Мамедова Г. А.
У вересні 2016 року за клопотанням прокурора автономії наказом Генерального прокурора України реорганізовано структуру прокуратури АРК, збільшено її штат та окремі структурні підрозділи прокуратури передислоковані у м. Херсон. Це обумовлено створенням Головного управління Служби безпеки України в Автономній Республіці Крим, яке розміщується у м. Херсон.
31 березня 2017 року за участі Генерального прокурора України Юрія Луценка та прокурора АР Крим Гюндуза Мамедова відбулося відкриття головного офісу прокуратури Автономної Республіки Крим.
Починаючи з 2016 року визначено напрями роботи правоохоронних органів автономії на території материкової України, організовано роботу з Міжнародним кримінальним судом, налагоджено співпрацю з неурядовим сектором, розроблено методику розслідування кримінальних проваджень злочинів проти національної безпеки та воєнних злочинів (МГП), у зв'язку з тим, що до 2014 року у зазначених категоріях справ була практично відсутня слідча та судова практика. Зазначене знайшло своє відображення в Стратегії розвитку діяльності прокуратури АРК в умовах тимчасової окупації на 2019—2021 роки.
22 жовтня 2019 року наказом Генерального прокурора І. М. Поночовний призначений на посаду прокурора Автономної Республіки Крим.

## Структура прокуратури Автономної Республіки Крим
- Керівник прокуратури АР Крим та міста Севастополя
- Перший заступник керівника прокуратури Автономної Республіки Крим та міста Севастополя
- Заступник керівника прокуратури  АР Крим та міста Севастополя
- Відділ кадрової роботи та державної служби
- Управління інформаційно-аналітичного та організаційно-правового забезпечення, ведення ЄРДР та інформаційної політики:

- ·         Відділ організаційної роботи та правового забезпечення
- ·         Відділ інформаційно-аналітичного забезпечення, ведення ЄРДР та інформаційної політики

Управління нагляду за додержанням законів органами поліції та органами, які ведуть боротьбу з організованою та транснаціональною злочинністю і щодо злочинів вчинених в умовах збройного конфлікту :
- ·         Відділ процесуального керівництва, підтримання публічного обвинувачення та нагляду за додержанням законів під час проведення оперативно-розшукової діяльності
- ·         Відділ процесуального керівництва, підтримання публічного обвинувачення та нагляду за додержанням законів органами, які ведуть боротьбу з організованою та транснаціональною злочинністю

- Відділ процесуального керівництва у кримінальних провадженнях слідчих територіального управління Державного бюро розслідувань, розташованого у місті Мелітополі, що поширює свою діяльність на Автономну Республіку Крим та місто Севастополь
- Відділ нагляду за додержанням законів органами Служби безпеки України, Державної прикордонної служби та процесуального керівництва і публічного обвинувачення у кримінальних провадженнях щодо злочинів вчинених в умовах збройного конфлікту
- Прокурор з питань захисту інтересів дітей та протидії насильству, нагляду за додержанням законів при виконанні судових рішень у кримінальних провадженнях, інших заходів примусового характеру у місцях несвободи, а також пробації
- Головний спеціаліст з питань організації прийому громадян, розгляду звернень та запитів
- Відділ представництва інтересів держави в суді
- Відділ документального забезпечення
- Відділ міжнародно-правового співробітництва
- Відділ фінансування та бухгалтерського обліку
- Відділ матеріально-технічного забезпечення та соціально-побутових потреб
- Режимно – секретна частина (на правах відділу)
- Відділ інформаційних технологій

## Прокурори Автономної Республіки Крим

### Прокурори Кримської АРСР
- Порецький М.І. (1921—1922)
- Фірдевс (Керімджанов) Ісмаїл Керім (1922—1923)
- Дівєєв Осман Саїдович (1923—1924)
- Бажин Ілля Сергійович (1926—1927)
- Плінконос Григорій Павлович (1930—1932)
- Емір-Салієв Мемет (1932—1934)
- Монатов Костянтин Миколайович (1936—1938)
- Катрушенко Олексій Павлович (1939—1941)
- Золотов Михайло Федорович (1941)
- Донченко Феодосій Григорович (1941—1942)
- Чекалов Микола Ілліч (1942—1945)

### Прокурори Кримської області
- Чекалов Микола Ілліч (1945—1947)
- Неронов Сергій Іванович (1947—1949)
- Хламов Микола Миколайович (1949—1957)
- Конопльов Ілля Іванович (1957—1964)
- Корнєєв Микола Іванович (1964—1984)
- Тесак Зіновій Дмитрович (1984—1991)

### Прокурори Автономної Республіки Крим
- Тесак Зіновій Дмитрович (1991—1992)[4]
- Ізосимов Леонід Федорович (1992—1993)
- Купцов Валентин Михайлович (1993—1996)[5]
- Шуба Володимир Васильович (1996—2000)[6]
- Доброрез Олександр Олексійович (2000—2003)
- Гальцов Володимир Іванович (2003—2005)[7]
- Шемчук Віктор Вікторович (2005—2007)
- Гальцов Володимир Іванович (2007)
- Шемчук Віктор Вікторович (2007)
- Гальцов Володимир Іванович (2007)
- Шемчук Віктор Вікторович (2007)
- Угрюмов Олексій Михайлович (2007—2008) в.о.
- Бойко Володимир Никифорович (2008—2010)[8]
- Молицький Степан Володимирович (2010—2011)[9]
- Павлов В'ячеслав Володимирович (2011—2014)[10]
- Поклонська Наталія Володимирівна (2014)
- Угрюмов Олексій Михайлович (2014) в.о.
- Синчук Василь Людвігович (2014—2016)[11][12]
- Мамедов Гюндуз Айдинович (2016—2019)[13]
- Поночовний Ігор Миколайович (2019—)